# Kocierzew Południowy
Kocierzew Południowy è un comune rurale polacco del distretto di Łowicz, nel voivodato di Łódź.
Ricopre una superficie di 93,54 km² e nel 2004 contava 4 718 abitanti.